# 20 000 Lieues sous les mers (téléfilm, 1985)
Pour plus de détails, voir Fiche technique et Distribution.
20 000 Lieues sous les mers (Twenty Thousand Leagues Under the Sea) est un film d'animation australien réalisé par Warwick Gilbert, sorti directement en vidéo.
Le téléfilm a été diffusé dans les années 1980 sur FR3.

## Synopsis
1866, un monstre marin écume les mers en détruisant les navires marchands et militaires. La marine américaine envoie un expert en biologie marine sur l'un de ses navires afin de détruire le monstre. Mais à la suite de l'attaque du prétendu monstre, seuls deux rescapés, le marin Ned Land et le professeur Arronax font la connaissance de l'esprit derrière cette attaque : le capitaine Némo.

## Fiche technique
- Titre original : 20 000 Leagues Under the Sea
- Titre français : 20 000 Lieues sous les mers
- Réalisation : Warwick Gilbert
- Scénario : Stephen MacLean d'après le roman de Jules Verne
- Musique : John Stuart
- Production : Tim Brooke-Hunt et Tom Stacey
- Montage : Peter Jennings et Caroline Neave
- Création des décors : Michael Lodge
- Distribution : Waterfall Home Entertainment
- Pays d'origine :  Australie
- Format : couleur
- Genre : Animation, Aventure
- Durée : 51 minutes

## Distribution

### Voix originales
- Tom Burlinson
- Colin Borgonon
- Paul Woodson
- Liz Horne
- Alistair Duncan
- Gilbert Christian

## DVD
Le film a fait l'objet d'une sortie sur le support DVD :
- 20 000 Lieues sous les mers (DVD Keep-Case) sorti dans la collection Benjamin édité par Waterfall Home Entertainment. Le ratio écran est en 1.33:1 plein écran uniquement en français sans sous-titres et sans suppléments[1].